# Germain Authié
Germain Authié, né le 4 juillet 1927 à Celles et décédé le 4 septembre 2001 à Saint-Jean-de-Verges, était un instituteur et homme politique français, sénateur socialiste de l'Ariège.

## Biographie
Fils de Vincent Authié, tailleur, et de Joséphine Bibes, commerçante, Germain Authié sera instituteur spécialisé et syndicaliste de l'enseignement. En 1952, il adhère à la Section française de l'Internationale ouvrière (SFIO) puis devient conseiller municipal d'Auzat de 1959 à 1965. Il est élu conseiller général du canton des Cabannes en 1976 puis maire de Sinsat en 1977, plusieurs fois réélu sur ces deux mandats.
Président de l'Association départementale des maires, il est à l'origine de la création de la station de sports d'hiver du plateau de Beille.
Succédant à Jean Nayrou, il est élu sénateur de l'Ariège en 1980 dès le premier tour, puis réélu en 1989 dans ce département éminemment socialiste depuis longue date qui ne compte qu'un seul représentant au Palais du Luxembourg.

## Mandats
Membre du Parti socialiste.
- Conseiller municipal d'Auzat (1959 -)
- Conseiller général du canton des Cabannes (1976 - 2001)
- Maire de Sinsat (1977 - 2001)
- Sénateur de l'Ariège (28 septembre 1980 - 30 septembre 1998)
- Conseiller régional Midi-Pyrénées (1980 -)